# Хепу
21°40′00″ пн. ш. 109°12′00″ сх. д. / 21.666666666667° пн. ш. 109.2° сх. д.
Хепу (кит. 合浦县, пін. Hépŭ Xiàn) — один із повітів КНР у складі префектури Бейхай, Гуансі-Чжуанський автономний район. Адміністративний центр — містечко Ляньчжоу.

## Географія
Хепу у середньому розташовується на висоті близько 15 метрів над рівнем моря, займає усю північ префектури і лежить у нижній течії річки Ляньцзян.

### Клімат
Повіт знаходиться у зоні, котра характеризується вологим субтропічним кліматом. Найтепліший місяць — липень із середньою температурою 29 °C. Найхолодніший місяць — січень, із середньою температурою 14,9 °С.
| Клімат повіту Хепу                                 | Клімат повіту Хепу | Клімат повіту Хепу | Клімат повіту Хепу | Клімат повіту Хепу | Клімат повіту Хепу | Клімат повіту Хепу | Клімат повіту Хепу | Клімат повіту Хепу | Клімат повіту Хепу | Клімат повіту Хепу | Клімат повіту Хепу | Клімат повіту Хепу | Клімат повіту Хепу |
| Показник                                           | Січ.               | Лют.               | Бер.               | Квіт.              | Трав.              | Черв.              | Лип.               | Серп.              | Вер.               | Жовт.              | Лист.              | Груд.              | Рік                |
| Середній максимум, °C                              | 19,1               | 20,8               | 23,5               | 27,8               | 31,3               | 32,3               | 32,5               | 32,5               | 32                 | 29,9               | 26,1               | 21,4               | 27,4               |
| Середня температура, °C                            | 14,9               | 16,7               | 19,6               | 24                 | 27,4               | 28,9               | 29                 | 28,7               | 27,7               | 25,2               | 21,2               | 16,8               | 23,3               |
| Середній мінімум, °C                               | 12,1               | 14                 | 17                 | 21,4               | 24,6               | 26,4               | 26,4               | 26                 | 24,9               | 22                 | 17,9               | 13,5               | 20,5               |
| Норма опадів, мм                                   | 42.3               | 38.1               | 54.9               | 80.7               | 142.8              | 304.5              | 432.2              | 403.1              | 197.3              | 85.5               | 55.7               | 29.1               | 1866.2             |
| Вологість повітря, %                               | 79                 | 80                 | 83                 | 82                 | 80                 | 82                 | 82                 | 83                 | 79                 | 73                 | 72                 | 70                 | 79                 |
| -------------------------------------------------- | ------------------ | ------------------ | ------------------ | ------------------ | ------------------ | ------------------ | ------------------ | ------------------ | ------------------ | ------------------ | ------------------ | ------------------ | ------------------ |
| Джерело: Дані метеостанції №59640 (КНР, 1991-2020) |                    |                    |                    |                    |                    |                    |                    |                    |                    |                    |                    |                    |                    |